# Werner Haase
Pour les articles homonymes, voir Haase.
Werner Haase (2 août 1900 - 30 novembre 1950) était un professeur de médecine allemand et un officier de la SS. Il fut l'un des médecins personnels d'Adolf Hitler. Le dernier grade qu'il obtint fut celui de SS-Obersturmbannführer.

## Biographie
Né à Köthen, dans le duché d'Anhalt, il adhère au parti nazi en 1933 et à la SS en 1941. De 1935 à 1945 il est l'un des médecins de Hitler, qui semble avoir eu une bonne opinion de lui, au point de lui envoyer en 1943 un télégramme pour lui souhaiter un bon anniversaire.
Lors des derniers jours de la bataille de Berlin en avril 1945, il aide Ernst-Günther Schenck à soigner des blessés civils et militaires allemands hospitalisés dans un abri anti-aérien situé sous la Chancellerie du Reich, à côté du Führerbunker. Le 29 avril il est appelé au Führerbunker pour aider Ludwig Stumpfegger à donner une capsule de cyanure au berger allemand de Hitler, Blondi. Hitler voulait savoir si les capsules étaient efficaces. Il reste au bunker jusqu'au suicide de Hitler le soir du jour suivant, puis retourne travailler dans l'abri anti-aérien, où il est finalement capturé par les troupes de l'Armée rouge.
Le 6 mai, Haase est l'un des officiers désignés par les autorités soviétiques pour identifier les cadavres brûlés de Joseph Goebbels, sa femme Magda et leurs six enfants. C'est lui qui reconnaît le corps de Goebbels grâce au support métallique qu'il portait sur sa jambe droite déformée.
Haase demeure ensuite prisonnier de guerre des soviétiques jusqu'à sa mort. En juin 1945 il est accusé « d'avoir été un des médecins personnels du Führer, et d'avoir soigné d'autres dirigeants du gouvernement de Hitler ainsi que des membres du parti nazi et de la SS ». Le médecin allemand succombe en novembre 1950 à la tuberculose dont il souffrait. Le lieu de son décès en captivité est la « Prison-hôpital Boutyr », nom énigmatique qui désigne peut-être la prison Boutyrka de Moscou.
Dans le film La Chute, Haase est joué par l'acteur Matthias Habich (qui a l'air plus âgé que les 44 ans que Haase avait à l'époque). Il y est présenté comme un médecin surchargé et dévoué à son travail. Sa mort est quant à elle indiquée « en 1945, dans une prison soviétique ».